# Leybourne Castle
Leybourne Castle är ett slott i Storbritannien.   Det ligger i grevskapet Kent och riksdelen England, i den sydöstra delen av landet, 40 km sydost om huvudstaden London. Leybourne Castle ligger 22 meter över havet.
Terrängen runt Leybourne Castle är platt åt sydväst, men åt nordost är den kuperad. Leybourne Castle ligger nere i en dal. Runt Leybourne Castle är det tätbefolkat, med 356 invånare per kvadratkilometer. Närmaste större samhälle är Gillingham, 12,9 km nordost om Leybourne Castle. Trakten runt Leybourne Castle består till största delen av jordbruksmark.